# Tatiana Arzhannikova
Tatiana Arzhannikova, née le 20 novembre 1964 à Vitebsk (RSS de Biélorussie), est une gymnaste artistique soviétique.

## Palmarès

### Championnats du monde
- Strasbourg 1978
  -  médaille d'or au concours par équipes